# Bambi bucket

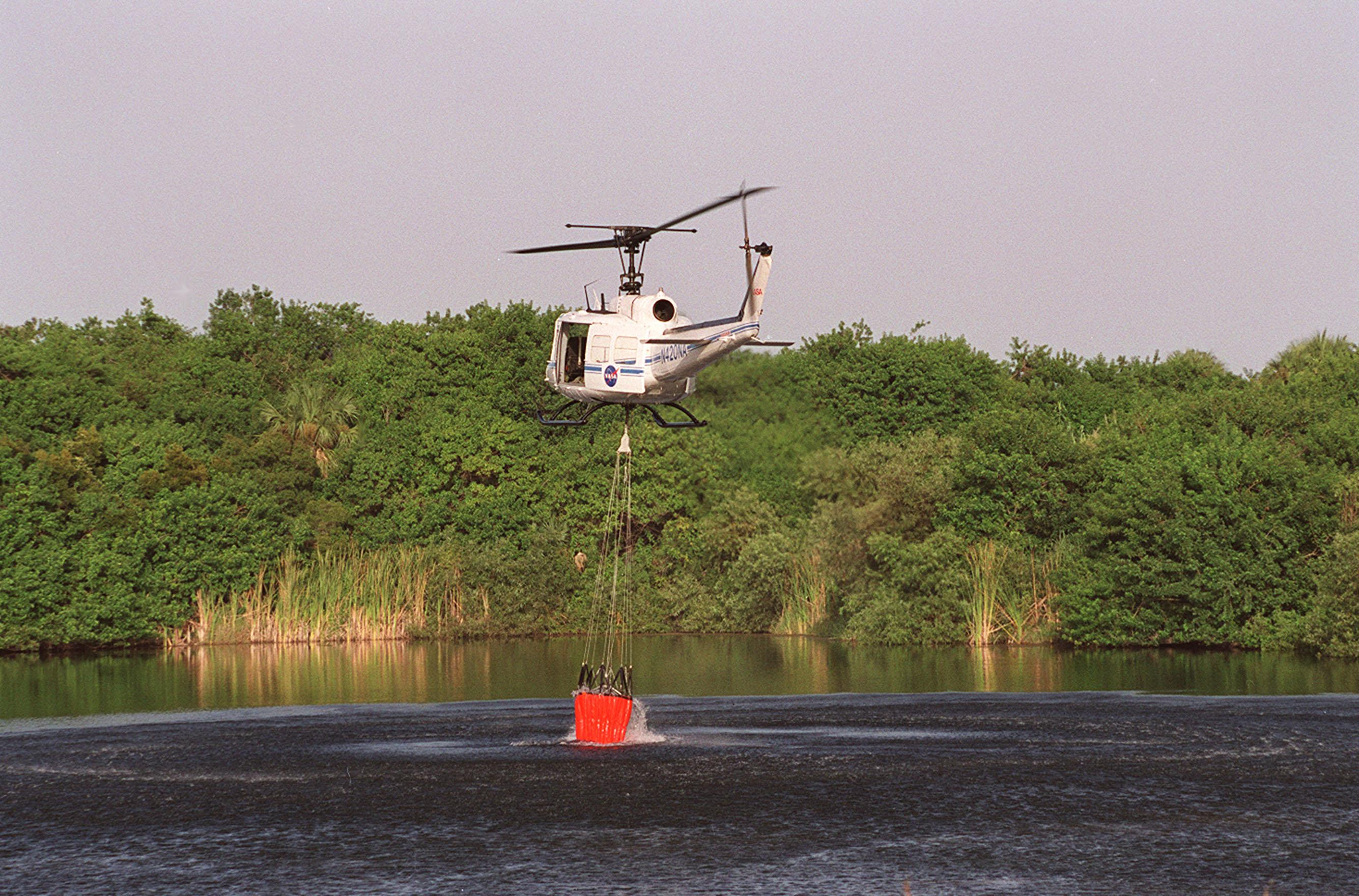
Bell UH-1H remplissant un Bambi bucket.

Le Bambi bucket est un récipient souple, similaire à un sac, installé sous le fuselage d'un hélicoptère bombardier d'eau au moyen d'un crochet.

## Description
Il en existe de différentes tailles et de différents modèles selon les hélicoptères employés. Ils sont utilisés principalement pour la lutte contre les feux de forêt, ils peuvent être avitaillés directement sur un plan d'eau par le principe d'écopage. Les Bambi bucket se fixent au moyen d'un crochet de levage et d'une élingue.
En dehors de la lutte contre les incendies, un bambi bucket peut être utilisé de façon plus anecdotique pour le transport d'eau vers des lieux isolés. Il peut notamment servir à ravitailler les cuves d'un refuge de montagne ou exceptionnellement à remplir les auges d'un troupeau isolé.